# Canhotinho
Milton João de Medeiros (15 lipca 1924 w São Paulo, zm. 28 lipca 2008 tamże) – piłkarz brazylijski znany jako Canhotinho, napastnik.
Urodzony w São Paulo Canhotinho karierę piłkarską rozpoczął w 1943 roku w klubie SE Palmeiras. W latach 1944 i 1947 razem z klubem Palmeiras dwukrotnie zdobył tytuł mistrza stanu São Paulo (Campeonato Paulista).
Canhotinho wziął udział w turnieju Copa Rio Branco 1947, wygranym przez Brazylię.
Jako gracz klubu Palmeiras był w kadrze reprezentacji podczas turnieju Copa América 1949, gdzie Brazylia została mistrzem Ameryki Południowej. Canhotinho zagrał tylko w jednym meczu - z Kolumbią. W pierwszej połowie zdobył dla Brazylii z rzutu karnego drugą bramkę, a w drugiej połowie ponownie egzekwował rzut karny, którego jednak nie wykorzystał.
W 1950 roku razem z Palmeiras zdobył swój trzeci tytuł mistrza stanu São Paulo. W następnym roku wygrał razem z zespołem Plamieiras turniej Copa Rio de Janeiro 1951, uważany za pierwsze w dziejach klubowe mistrzostwa świata.
W Palmeiras grał do 1953 roku, po czym przeniósł się za Atlantyk, by grać we francuskim klubie Racing Paryż. W 1955 roku jako gracz paryskiego Racigu zakończył karierę piłkarską.